# Coribapta gigantodes
Coribapta gigantodes är en fjärilsart som beskrevs av Eugen Wehrli 1937. Coribapta gigantodes ingår i släktet Coribapta och familjen mätare. Inga underarter finns listade i Catalogue of Life.